# Georges Bonnefous

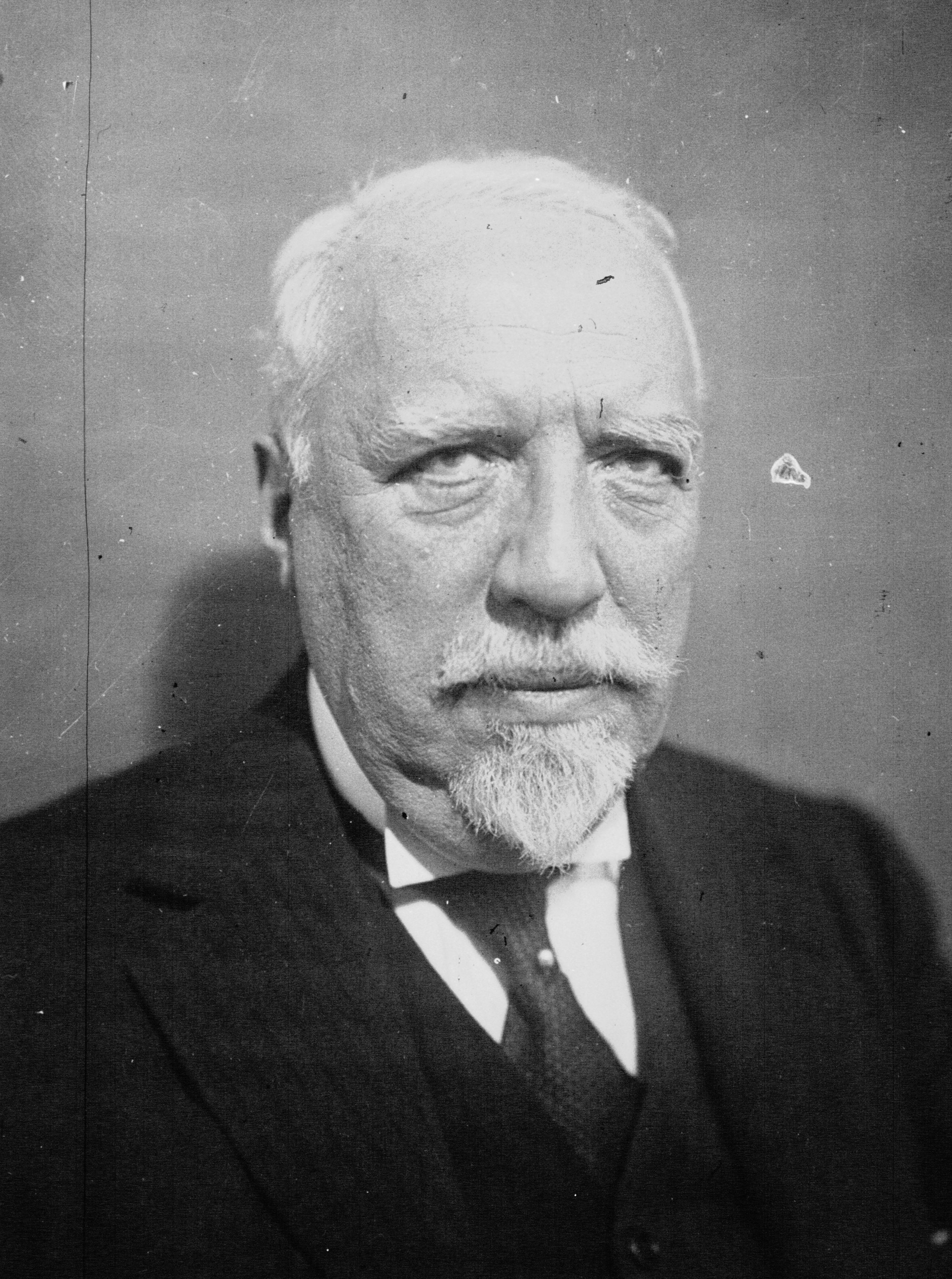

Georges Bonnefous, född 30 november 1867 och död 27 maj 1956, var en fransk politiker.
Bonnefous var advokat vid appellationsdomstolen i Paris, och från 1910 deputerad som demokratisk republikan. Han var minister för handel och industri i Raymond Poincarés tredje ministär. Bonnefous har bland annat medverkat i tidningarna Liberté och Pépublique française.